# Partecipanti al Rally Dakar 2022
Il Rally Dakar 2022 è la 44ª edizione della gara. La competizione, iniziata il 1º gennaio a Gedda, è terminata nella stessa città il 14 gennaio. 

## Liste iscritti
| Colore | Tipologia                                                                       |
| ------ | ------------------------------------------------------------------------------- |
|        | Piloti "Dakar Legends" che hanno preso parte ad almeno 10 edizioni della Dakar. |
|        | Piloti "rookie" che prendono parte alla loro prima Dakar.                       |
|        | Piloti che non sono riusciti a presentarsi al via.                              |
|        | Piloti "Original by Motul" che prendono parte alla gara senza assistenza.       |

### Moto
| Scuderia                                   | Moto                   | #   | Pilota                    | Classe  |
| ------------------------------------------ | ---------------------- | --- | ------------------------- | ------- |
| Red Bull KTM Factory Team                  | KTM 450 Rally Replica  | 1   | Kevin Benavides           | RallyGP |
| Red Bull KTM Factory Team                  | KTM 450 Rally Replica  | 18  | Toby Price                | RallyGP |
| Red Bull KTM Factory Team                  | KTM 450 Rally Replica  | 52  | Matthias Walkner          | RallyGP |
| Monster Energy Honda Team 2022             | Honda CRF450 Rally     | 2   | Ricky Brabec              | RallyGP |
| Monster Energy Honda Team 2022             | Honda CRF450 Rally     | 7   | Pablo Quintanilla         | RallyGP |
| Monster Energy Honda Team 2022             | Honda CRF450 Rally     | 11  | José Ignacio Cornejo      | RallyGP |
| Monster Energy Honda Team 2022             | Honda CRF450 Rally     | 88  | Joan Barreda              | RallyGP |
| GasGas Factory Team                        | GasGas RC 450F         | 3   | Sam Sunderland            | RallyGP |
| GasGas Factory Team                        | GasGas RC 450F         | 4   | Daniel Sanders            | RallyGP |
| Rockstar Energy Husqvarna Factory Racing   | Husqvarna FR 450 Rally | 5   | Skyler Howes              | RallyGP |
| Rockstar Energy Husqvarna Factory Racing   | Husqvarna FR 450 Rally | 77  | Luciano Benavides         | RallyGP |
| Hero MotoSports Team Rally                 | Hero 450 Rally         | 6   | Aaron Mare                | RallyGP |
| Hero MotoSports Team Rally                 | Hero 450 Rally         | 27  | Joaquim Rodrigues         | RallyGP |
| Orion - Moto Racing Group                  | KTM 450 Rally Replica  | 10  | Martin Michek             | RallyGP |
| Orion - Moto Racing Group                  | KTM 450 Rally Replica  | 21  | Milan Engel               | Rally2  |
| HT Rally Raid Husqvarna Racing             | Husqvarna FR 450 Rally | 12  | Xavier De Soultrait       | RallyGP |
| HT Rally Raid Husqvarna Racing             | Husqvarna FR 450 Rally | 40  | Mirjam Pol                | Rally2  |
| HT Rally Raid Husqvarna Racing             | Husqvarna FR 450 Rally | 67  | Walter Roelants           | Rally2  |
| HT Rally Raid Husqvarna Racing             | Husqvarna FR 450 Rally | 107 | Jack Lundin               | Rally2  |
| HT Rally Raid Husqvarna Racing             | Husqvarna FR 450 Rally | 122 | Diego Noras               | Rally2  |
| Sherco Factory                             | Sherco 450 SEF Rally   | 15  | Lorenzo Santolino         | RallyGP |
| Sherco Factory                             | Sherco 450 SEF Rally   | 19  | Rui Gonçalves             | RallyGP |
| Sherco Factory                             | Sherco 450 SEF Rally   | 20  | Harith Koitha Veettil     | RallyGP |
| Monster Energy Yamaha Rally Team           | Yamaha WR450F Rally    | 16  | Ross Branch               | RallyGP |
| Monster Energy Yamaha Rally Team           | Yamaha WR450F Rally    | 29  | Andrew Short              | RallyGP |
| Monster Energy Yamaha Rally Team           | Yamaha WR450F Rally    | 42  | Adrien van Beveren        | RallyGP |
| Rieju - FN Speed Team                      | Rieju 450 Rally        | 17  | Juan Pedrero García       | RallyGP |
| Rieju - FN Speed Team                      | Rieju 450 Rally        | 50  | Patricio Cabrera          | Rally2  |
| Rieju - FN Speed Team                      | Rieju 450 Rally        | 54  | Daniel Nosiglia           | RallyGP |
| Rieju - FN Speed Team                      | Rieju 450 Rally        | 108 | Marc Calmet               | Rally2  |
| Orlen Team                                 | KTM 450 Rally Replica  | 22  | Maciej Giemza             | RallyGP |
| Strojrent Racing                           | KTM 450 Rally Replica  | 23  | Jan Brabec                | Rally2  |
| Team Baïnes Rally                          | KTM 450 Rally Replica  | 24  | Camille Chapeliere        | Rally2  |
| DUUST Rally Team                           | KTM 450 Rally Replica  | 26  | Konrad Dąbrowski          | Rally2  |
| DUUST Rally Team                           | KTM 450 Rally Replica  | 70  | Mohammed Jaffar           | Rally2  |
| Wu Pu Da Hai Dao Dakar Rally Team          | KTM 450 Rally Replica  | 28  | Zaker Yakp                | Rally2  |
| Wu Pu Da Hai Dao Dakar Rally Team          | KTM 450 Rally Replica  | 45  | Zhang Min                 | Rally2  |
| Wu Pu Da Hai Dao Dakar Rally Team          | KTM 450 Rally Replica  | 48  | Zhao Hongyi               | Rally2  |
| Franco Sport Yamaha Racing Team            | Yamaha WR450F Rally    | 30  | Antonio Maio              | RallyGP |
| MX Ride Dubai                              | KTM 450 Rally Replica  | 31  | Mohammed Balooshi         | RallyGP |
| MX Ride Dubai                              | KTM 450 Rally Replica  | 75  | Abdullah Al-Shatti        | Rally2  |
| Jantar Team S.R.O.                         | KTM 450 Rally Replica  | 32  | David Pabiska             | Rally2  |
| Crédito Agrícola - Mario Patrão Motorsport | KTM 450 Rally Replica  | 33  | Mario Patrão              | Rally2  |
| Mario Patrão Motorsport                    | KTM 450 Rally Replica  | 166 | Paulo Oliveira            | Rally2  |
| Nomade Racing                              | KTM 450 Rally Replica  | 34  | Mathieu Doveze            | Rally2  |
| Nomade Racing                              | KTM 450 Rally Replica  | 72  | Philippe Gendron          | Rally2  |
| Nomade Racing                              | KTM 450 Rally Replica  | 76  | Jean-Loup Lepan           | Rally2  |
| Nomade Racing                              | KTM 450 Rally Replica  | 168 | Samuel Fremy              | Rally2  |
| Nomadas Adventure                          | KTM 450 Rally Replica  | 35  | Juan Pablo Guillen Rivera | Rally2  |
| Nomadas Adventure                          | KTM 450 Rally Replica  | 62  | Andrew Joseph Houlihan    | Rally2  |
| Nomadas Adventure                          | KTM 450 Rally Replica  | 111 | Antonio Vicente Guillen   | Rally2  |
| Nomadas Adventure                          | KTM 450 Rally Replica  | 147 | Vasileios Boudros         | Rally2  |
| Orion Dakar Team                           | KTM 450 Rally Replica  | 36  | Arūnas Gelažninkas        | Rally2  |
| Autonet Motorcycle Team                    | KTM 450 Rally Replica  | 37  | Emanuel Gyenes            | Rally2  |
| Team Monforte Rally                        | KTM 450 Rally Replica  | 38  | Eduardo Iglesias Sánchez  | Rally2  |
| Team Esprit KTM                            | KTM 450 Rally Replica  | 39  | Benjamin Melot            | Rally2  |
| BAS Dakar KTM Racing Team                  | KTM 450 Rally Replica  | 43  | Mason Klein               | Rally2  |
| BAS Dakar KTM Racing Team                  | KTM 450 Rally Replica  | 49  | Bradley Cox               | Rally2  |
| BAS Dakar KTM Racing Team                  | KTM 450 Rally Replica  | 87  | Walter Terblanche         | Rally2  |
| BAS Dakar KTM Racing Team                  | KTM 450 Rally Replica  | 91  | Mike Wiedemann            | Rally2  |
| BAS Dakar KTM Racing Team                  | KTM 450 Rally Replica  | 95  | Wiljan Van Wikselaar      | Rally2  |
| BAS Dakar KTM Racing Team                  | KTM 450 Rally Replica  | 114 | Mathieu Liebaert          | Rally2  |
| Simon Marčič                               | Husqvarna FR 450 Rally | 44  | Simon Marčič              | Rally2  |
| Solarys Racing                             | Husqvarna FR 450 Rally | 46  | Paolo Lucci               | Rally2  |
| Melilla Sport Capital                      | Husqvarna FR 450 Rally | 51  | Rachid Al-Lal Lahadil     | Rally2  |
| Patrice Carillon                           | KTM 450 Rally Replica  | 53  | Patrice Carillon          | Rally2  |
| Cesare Zacchetti                           | KTM 450 Rally Replica  | 55  | Cesare Zacchetti          | Rally2  |
| Team Dumontier Racing                      | Husqvarna FR 450 Rally | 56  | Jerome Martiny            | Rally2  |
| Team Dumontier Racing                      | Husqvarna FR 450 Rally | 78  | Romain Dumontier          | Rally2  |
| Team Dumontier Racing                      | KTM 450 Rally Replica  | 125 | Edouard Leconte           | Rally2  |
| Cavelius Team                              | KTM 450 Rally Replica  | 57  | Philippe Cavelius         | Rally2  |
| RS Concept                                 | KTM 450 Rally Replica  | 58  | Mikaël Despontin          | Rally2  |
| RS Concept                                 | KTM 450 Rally Replica  | 106 | Bertrand Gavard           | Rally2  |
| RS Concept                                 | Husqvarna FR 450 Rally | 124 | Roch Wolville             | Rally2  |
| RS Concept                                 | Husqvarna FR 450 Rally | 148 | Martin Bonnet             | Rally2  |
| Calidoso Racing Team                       | KTM 450 Rally Replica  | 59  | Giordano Pacheco          | Rally2  |
| M.O.R.AL                                   | Yamaha WR450F Rally    | 60  | Stéphane Darques          | Rally2  |
| Aventure Moto 61                           | KTM 450 Rally Replica  | 61  | Norbert Dubois            | Rally2  |
| Saghmeister Team                           | KTM 450 Rally Replica  | 63  | Gabor Saghmeister         | Rally2  |
| Dominique Robin                            | KTM 450 Rally Replica  | 64  | Dominique Robin           | Rally2  |
| Drag'On Rally Team                         | Yamaha WR450F Rally    | 65  | Guillaume Chollet         | Rally2  |
| Drag'On Rally Team                         | Yamaha WR450F Rally    | 126 | Simon Hewitt              | Rally2  |
| Team Franco Picco                          | Fantic 450 Rally       | 66  | Franco Picco              | Rally2  |
| RS Moto Honda Racing Team                  | Honda CRF450 Rally     | 68  | Francesco Catanese        | Rally2  |
| RS Moto Racing Team                        | Honda CRF450 Rally     | 93  | Giovanni Gritti           | Rally2  |
| RS Moto Racing Team                        | Honda CRF450 Rally     | 116 | Nicolas Monnin            | Rally2  |
| RS Moto Racing Team                        | Honda CRF450 Rally     | 132 | Kevin Durand              | Rally2  |
| RS Moto Racing Team                        | Honda CRF450 Rally     | 133 | Julien Barthélémy         | Rally2  |
| ADR Africa Dream Racing                    | Husqvarna FR 450 Rally | 71  | Leonardo Tonelli          | Rally2  |
| Rally POV                                  | Husqvarna FR 450 Rally | 73  | Tiziano Interno           | Rally2  |
| Horizon Moto 95                            | KTM 450 Rally Replica  | 79  | Amaury Baratin            | Rally2  |
| Team Giroud                                | KTM 450 Rally Replica  | 81  | Patrice Massador          | Rally2  |
| Team JBRALLY                               | KTM 450 Rally Replica  | 82  | Giovanni Stigliano        | Rally2  |
| LG Rally Team                              | KTM 450 Rally Replica  | 83  | Julien Jagu               | Rally2  |
| Stuart Gregory                             | KTM 450 Rally Replica  | 84  | Stuart Gregory            | Rally2  |
| Team All Tracks                            | KTM 450 Rally Replica  | 86  | Charlie Herbst            | Rally2  |
| Tech 3 KTM Factory Racing                  | KTM 450 Rally Replica  | 90  | Danilo Petrucci           | Rally2  |
| Caravanserraglio Rally Racing Team         | KTM 450 Rally Replica  | 92  | Lorenzo Piolini           | Rally2  |
| Club Aventura Touareg                      | KTM 450 Rally Replica  | 96  | Alexandre Azinhais        | Rally2  |
| Club Aventura Touareg                      | BMW G450X Rally        | 140 | José Maria Garcia         | Rally2  |
| MAN Team                                   | KTM 450 Rally Replica  | 97  | Matias Notti              | Rally2  |
| Pont Grup Yamaha                           | Yamaha WR450F Rally    | 98  | Sara García               | Rally2  |
| Pont Grup Yamaha                           | Yamaha WR450F Rally    | 99  | Javi Vega                 | Rally2  |
| Audrey Rossat                              | KTM 450 Rally Replica  | 100 | Audrey Rossat             | Rally2  |
| Morocco Racing Team                        | KTM 450 Rally Replica  | 101 | Harite Gabari             | Rally2  |
| Morocco Racing Team                        | KTM 450 Rally Replica  | 162 | Ali Oukerbouch            | Rally2  |
| Morocco Racing Team                        | KTM 450 Rally Replica  | 163 | Mohamedsaid Aoulad Ali    | Rally2  |
| Team Fabaventure                           | KTM 450 Rally Replica  | 103 | Fabrice Chirent           | Rally2  |
| Team Lkhamaa                               | KTM 450 Rally Replica  | 109 | Lkhamaa Namchin           | Rally2  |
| Arvi Portero Arfsten                       | KTM 450 Rally Replica  | 112 | José Arvest Portero       | Rally2  |
| Lyndon Poskitt Racing                      | KTM 450 Rally Replica  | 115 | John Kelly                | Rally2  |
| KL117                                      | KTM 450 Rally Replica  | 117 | Kirsten Landman           | Rally2  |
| Terrerosse                                 | KTM 450 Rally Replica  | 119 | Domenico Cipollone        | Rally2  |
| Xtrem Garage                               | Husqvarna FR 450 Rally | 120 | Jeremy Poncet             | Rally2  |
| Joyride Race Service                       | Husqvarna FR 450 Rally | 121 | Lorenzo Fanottoli         | Rally2  |
| Charan Moore                               | KTM 450 Rally Replica  | 123 | Charan Moore              | Rally2  |
| Sebastien Cojean                           | Husqvarna FR 450 Rally | 127 | Sebastien Cojean          | Rally2  |
| XRaids Experience                          | Husqvarna FR 450 Rally | 128 | Sandra Gómez              | Rally2  |
| XRaids Experience                          | KTM 450 Rally Replica  | 154 | John William Medina       | Rally2  |
| XRaids Experience                          | KTM 450 Rally Replica  | 155 | Joaquin Debeljuh          | Rally2  |
| XRaids Experience                          | KTM 450 Rally Replica  | 158 | Diego Gamaliel Llano      | Rally2  |
| XRaids Experience                          | KTM 450 Rally Replica  | 159 | Alex Mauricio Cueva       | Rally2  |
| Happyness Racing JBS Moto                  | KTM 450 Rally Replica  | 129 | David Gaits               | Rally2  |
| Vendetta Racing                            | KTM 450 Rally Replica  | 130 | David Mabbs               | Rally2  |
| Vendetta Racing                            | Husqvarna FR 450 Rally | 131 | David McBride             | Rally2  |
| TwinTrail Racing Team                      | KTM 450 Rally Replica  | 134 | Isaac Feliu               | Rally2  |
| TwinTrail Racing Team                      | KTM 450 Rally Replica  | 135 | Carles Falcon             | Rally2  |
| TwinTrail Racing Team                      | Husqvarna FR 450 Rally | 136 | Albert Martin             | Rally2  |
| Team Repar'Stores                          | KTM 450 Rally Replica  | 138 | Romain Leloup             | Rally2  |
| Juracing Team                              | KTM 450 Rally Replica  | 139 | Jonathan Chotard          | Rally2  |
| Slovnaft Rally Team                        | KTM 450 Rally Replica  | 142 | Štefan Svitko             | RallyGP |
| Puga Team                                  | Husqvarna FR 450 Rally | 143 | Juan Puga                 | Rally2  |
| Puga Team                                  | Husqvarna FR 450 Rally | 144 | Juan Carlos Puga          | Rally2  |
| Agif Al Aviv                               | KTM 450 Rally Replica  | 146 | Elio Aglioni              | Rally2  |
| Klymciw Racing                             | KTM 450 Rally Replica  | 149 | Wolfgang Payr             | Rally2  |
| Bram Van der Wouden                        | Sherco 450 SEF Rally   | 150 | Bram Van der Wouden       | Rally2  |
| Reality Beats Fiction Racing Team          | KTM 450 Rally Replica  | 151 | Stephan Preuss            | Rally2  |
| Reality Beats Fiction Racing Team          | KTM 450 Rally Replica  | 152 | Thomas Preuss             | Rally2  |
| Werner Kennedy                             | KTM 450 Rally Replica  | 153 | Werner Kennedy            | Rally2  |
| Team Motoclub Yashica                      | KTM 450 Rally Replica  | 156 | Andrea Winkler            | Rally2  |
| Team Motoclub Yashica                      | KTM 450 Rally Replica  | 157 | Aldo Winkler              | Rally2  |
| Cesar Zumaran                              | Husqvarna FR 450 Rally | 160 | Cesar Zumaran             | Rally2  |
| Ayanga                                     | KTM 450 Rally Replica  | 161 | Battur Baatar             | Rally2  |
| Team Bianchi Prata - Honda                 | Honda CRF450 Rally     | 165 | Arcélio Couto             | Rally2  |
| Team Bianchi Prata - Honda                 | Honda CRF450 Rally     | 167 | Pedro Bianchi Prata       | Rally2  |

### Quad
| Scuderia                                | Quad                      | #   | Pilota                  |
| --------------------------------------- | ------------------------- | --- | ----------------------- |
| 7240 Team                               | Yamaha Raptor 700         | 170 | Manuel Andújar          |
| Enrico Racing Team                      | Yamaha Raptor 700         | 171 | Giovanni Enrico         |
| Enrico Racing Team                      | Yamaha Raptor 700         | 187 | Italo Pedemonte         |
| Del Amo Motorsports / Yamaha Rally Team | Yamaha Raptor 700         | 173 | Pablo Copetti           |
| Yamaha Racing - SMX - Drag'On           | Yamaha Raptor 700         | 174 | Alexandre Giroud        |
| Orlen Team                              | Yamaha Raptor 700         | 175 | Kamil Wiśniewski        |
| Story Racing S.R.O.                     | Yamaha Raptor 700         | 176 | Tomas Kubiena           |
| Story Racing S.R.O.                     | Yamaha Raptor 700         | 179 | Laisvydas Kancius       |
| XRAIDS Experience                       | Yamaha Raptor 700         | 180 | Nelson Augusto Sanabria |
| Team All Tracks                         | Yamaha Raptor 700         | 181 | Sebastien Souday        |
| Equipo Colombia 4X4                     | Can-Am Renegade X xc 850  | 182 | Nicolas Robledo         |
| Team Marcelo Medeiros                   | Yamaha Raptor 700         | 183 | Marcelo Medeiros        |
| Visit Sant Antoni - Ibiza               | Yamaha Raptor 700         | 184 | Toni Vingut             |
| Barth Racing Team                       | Yamaha Raptor 700         | 185 | Zdenek Tuma             |
| Verza Rally Team                        | Yamaha Raptor 700         | 186 | Carlos Alejandro Verza  |
| Drag'On Rally Team                      | Yamaha Raptor 700         | 188 | Vincent Padrona         |
| Drag'On Rally Team                      | Yamaha Raptor 700         | 192 | Francisco Moreno        |
| Drag'On Rally Team                      | Yamaha Raptor 700         | 194 | Nicolás Martínez        |
| Kuwait Motorsports Club                 | Yamaha Raptor 700         | 190 | Fahad Al-Musallam       |
| Chyr Mari                               | Yamaha Raptor 700         | 193 | Aleksandr Maksimov      |
| Àlex Feliu Competición                  | Can-Am Renegade X xc 1000 | 195 | Àlex Feliu              |

### Auto
| Scuderia                                 | Auto                           | #   | Pilota                  | Copilota               | Classe |
| ---------------------------------------- | ------------------------------ | --- | ----------------------- | ---------------------- | ------ |
| Team Audi Sport                          | Audi RS Q e-tron               | 200 | Stéphane Peterhansel    | Edouard Boulanger      | T1.U   |
| Team Audi Sport                          | Audi RS Q e-tron               | 202 | Carlos Sainz            | Lucas Cruz             | T1.U   |
| Team Audi Sport                          | Audi RS Q e-tron               | 224 | Mattias Ekström         | Emil Bergkvist         | T1.U   |
| Toyota Gazoo Racing                      | Toyota GR DKR Hilux            | 201 | Nasser Al-Attiyah       | Matthieu Baumel        | T1+    |
| Toyota Gazoo Racing                      | Toyota GR DKR Hilux            | 207 | Giniel de Villiers      | Dennis Murphy          | T1+    |
| Toyota Gazoo Racing                      | Toyota GR DKR Hilux            | 225 | Henk Lategan            | Brett Cummings         | T1+    |
| Toyota Gazoo Racing                      | Toyota GR DKR Hilux            | 233 | Shameer Variawa         | Danie Stassen          | T1+    |
| X-raid Mini JCW Team                     | Mini John Cooper Works Buggy   | 203 | Jakub Przygoński        | Timo Gottschalk        | T1.2   |
| X-raid Mini JCW Team                     | Mini John Cooper Works Buggy   | 216 | Denis Krotov            | Konstantin Žiltsov     | T1.2   |
| X-raid Mini JCW Team                     | Mini John Cooper Works Buggy   | 223 | Sebastián Halpern       | Bernardo Graue         | T1.2   |
| X-raid Mini JCW Team                     | Mini John Cooper Works Rally   | 218 | Yasir Seaidan           | Alekseij Kuzmič        | T1.1   |
| X-raid Mini JCW Team                     | Mini ALL4 Racing               | 238 | Laia Sanz               | Maurizio Gerini        | T1.1   |
| Bahrain Raid Xtreme                      | BRX Hunter                     | 204 | Nani Roma               | Alex Haro              | T1+    |
| Bahrain Raid Xtreme                      | BRX Hunter                     | 211 | Sébastien Loeb          | Fabian Lurquin         | T1+    |
| Bahrain Raid Xtreme                      | BRX Hunter                     | 221 | Orlando Terranova       | Daniel Oliveras        | T1+    |
| Overdrive Toyota                         | Toyota Hilux Overdrive         | 205 | Yazeed Al-Rajhi         | Michael Orr            | T1.1   |
| Overdrive Toyota                         | Toyota Hilux Overdrive         | 217 | Bernhard Ten Brinke     | Sébastien Delaunay     | T1.1   |
| Overdrive Toyota                         | Toyota Hilux Overdrive         | 222 | Lucio Álvarez           | Armand Monleón         | T1.1   |
| Overdrive Toyota                         | Toyota Hilux Overdrive         | 229 | Ronan Chabot            | Gilles Pillot          | T1.1   |
| Overdrive Toyota                         | Toyota Hilux Overdrive         | 237 | Juan Yacopini           | Alejandro Yacopini     | T1.1   |
| Overdrive Toyota                         | Toyota Hilux Overdrive         | 240 | Miguel Barbosa          | Pedro Velosa           | T1.1   |
| Abu Dhabi Racing                         | Peugeot 3008 DKR               | 206 | Khalid Al Qassimi       | Dirk von Zitzewitz     | T1.2   |
| VRT Team                                 | BMW X3 CC                      | 208 | Vladimir Vasiljev       | Oleg Uperenko          | T1.1   |
| Benzina Orlen Team                       | Ford Raptor RS Cross Country   | 209 | Martin Prokop           | Viktor Chytka          | T1.1   |
| GPX Racing                               | Peugeot 3008 DKR               | 210 | Cyril Despres           | Taye Perry             | T1.2   |
| SRT Racing                               | Century CR6                    | 212 | Mathieu Serradori       | Loic Minaudier         | T1.2   |
| SRT Racing                               | Century CR6                    | 250 | Alexandre Leroy         | Nicolas Delangue       | T1.2   |
| BAIC ORV                                 | BAIC BJ40                      | 213 | Guoyu Zhang             | Hongyu Pan             | T1.1   |
| MD Rallye Sport                          | MD Rallye Optimus              | 214 | Christian Lavieille     | Johnny Aubert          | T1.2   |
| MD Rallye Sport                          | MD Rallye Optimus              | 235 | Michael Pisano          | Max Delfino            | T1.2   |
| MD Rallye Sport                          | MD Rallye Optimus              | 239 | Carlos Checa            | Ferran Alcayna         | T1.2   |
| MD Rallye Sport                          | MD Rallye Optimus              | 243 | Pierre Lachaume         | Stephane Duple         | T1.2   |
| MD Rallye Sport                          | MD Rallye Optimus              | 246 | Erwin Imschoot          | Olivier Imschoot       | T1.2   |
| MD Rallye Sport                          | MD Rallye Optimus              | 254 | Jean Remy Bergounhe     | Gérard Dubuy           | T1.2   |
| MD Rallye Sport                          | MD Rallye Optimus              | 259 | Jean Pierre Strugo      | François Borsotto      | T1.2   |
| MD Rallye Sport                          | Toyota Hilux Overdrive         | 293 | Jean-Philippe Beziat    | Vincent Albira         | T1.1   |
| Rebellion Racing                         | Toyota Hilux Overdrive         | 215 | Romain Dumas            | Rémi Boulanger         | T1.1   |
| Rebellion Racing                         | Rebellion DXX                  | 251 | Alexandre Pesci         | Stephan Kuhni          | T1.2   |
| Toyota Gazoo Racing Baltics              | Toyota Hilux Overdrive         | 219 | Benediktas Vanagas      | Filipe Palmeiro        | T1.1   |
| HanWei Motorsport Team                   | SMG HW2021                     | 220 | Wei Han                 | Li Ma                  | T1.2   |
| HanWei Motorsport Team                   | SMG HW2021                     | 273 | Po Tian                 | Xuanyi Du              | T1.2   |
| GCK Motorsport                           | GCK Thunder                    | 226 | Guerlain Chicherit      | Alex Winocq            | T1.2   |
| Raidlynx                                 | MD Rallye Optimus              | 227 | Jérôme Pélichet         | Pascal Larroque        | T1.2   |
| Offroadsport                             | Ford F-150 Evo                 | 228 | Miroslav Zapletal       | Marek Sýkora           | T1.1   |
| Offroadsport                             | Ford F-150 Evo                 | 258 | Andrej Čerednikov       | Meiram Tleukhan        | T1.1   |
| Century Racing                           | Century CR6                    | 230 | Brian Baragwanath       | Leonard Cremer         | T1.2   |
| Century Racing                           | Century CR6                    | 253 | Christiaan Visser       | Rodney Burke           | T1.2   |
| Century Racing                           | Century CR6                    | 271 | Schalk Burger           | Henk Janse Van Vuuren  | T1.2   |
| Century Racing                           | Century CR6                    | 278 | Marcelo Tiglia Gastaldi | Cadu Sachs             | T1.2   |
| Century Racing                           | Century CR6                    | 286 | Ernest Roberts          | Henry Kohne            | T1.2   |
| Teltonika Racing                         | Mini John Cooper Works Rally   | 234 | Vaidotas Žala           | Paulo Fiúza            | T1.1   |
| PH-Sport                                 | Peugeot 3008 DKR               | 236 | Lionel Baud             | Jean-Pierre Garcin     | T1.2   |
| Kreda                                    | Toyota Hilux Overdrive         | 241 | Antanas Juknevičius     | Didzis Zariņš          | T1.1   |
| Toyota Auto Body                         | Toyota Land Cruiser V8         | 242 | Akira Miura             | Laurent Lichtleuchter  | T2     |
| Toyota Auto Body                         | Toyota Land Cruiser V8         | 245 | Ronald Basso            | Jean Michel Polato     | T2     |
| Al-Jafla Racing                          | Toyota Hilux Overdrive         | 244 | Khalid Al-Jafla         | Charly Gotlib          | T1.1   |
| Coronel Dakar Team                       | Century CR6                    | 247 | Tim Coronel             | Tom Coronel            | T1.2   |
| Repsol Rally Team                        | Toyota Hilux Overdrive         | 248 | Isidre Esteve Pujol     | Txema Villalobos       | T1.1   |
| Astara Team                              | Astara 01 Concept              | 249 | Óscar Fuertes Aldanondo | Diego Vallejo          | T1.2   |
| Astara Team                              | Astara 01 Concept              | 256 | Jesús Calleja           | Edu Blanco             | T1.2   |
| Petrus Kombucha Team                     | MD Rallye Optimus              | 252 | Gintas Petrus           | Šarūnas Paliokas       | T1.2   |
| Sodicars Racing                          | Sodicars BV2                   | 257 | Manuel Plaza Pérez      | Monica Plaza Vazquez   | T1.2   |
| Sodicars Racing                          | Sodicars BV2                   | 260 | Philippe Boutron        | Mayeul Barbet          | T1.2   |
| Sodicars Racing                          | Sodicars BV2                   | 261 | Patrice Garrouste       | Jeremy Caszalot        | T1.1   |
| Sodicars Racing                          | Sodicars BV6                   | 276 | Thierry Richard         | Franck Maldonado       | T1.1   |
| Sodicars Racing                          | Sodicars Springbok             | 288 | Santiago Prado Losada   | Alvaro Rodriguez Sans  | T1.1   |
| Sodicars Racing                          | Toyota Land Cruiser Wagon      | 294 | Philippe Raud           | Maxime Raud            | T2     |
| Compagnie Des Dunes                      | MD Rallye Optimus              | 263 | François Cousin         | Stéphane Cousin        | T1.2   |
| Puma Energy Rally Team                   | Borgward BX7 Evo               | 264 | Andrea Lafarja          | Eugenio Andres Arrieta | T1.1   |
| Ravenol Motorsport / Walcher Racing Team | Nissan Navara                  | 265 | Markus Walcher          | Stephan Stensky        | T1.1   |
| Team MMO Les Lyonnais                    | Volkswagen Tarek               | 266 | Yves Fromont            | Jean Fromont           | T1.2   |
| Team MMO Les Lyonnais                    | Volkswagen Tarek               | 269 | Patrick Martin          | Lucas Martin           | T1.2   |
| Team MMO Les Lyonnais                    | Bowler Wildcat                 | 281 | Pierre-Guy Cellerier    | Franck Cellerier       | T1.1   |
| Team MMO Les Lyonnais                    | Bowler Wildcat                 | 284 | Laurent Ducreux         | Philippe Cantreau      | T1.1   |
| Jürgen Schröder                          | Nissan Navara                  | 267 | Daniel Schröder         | Ryan Bland             | T1.1   |
| R Team                                   | Mitsubishi Pajero WRC Plus     | 268 | Andrea Schiumarini      | Stefano Sinibaldi      | T1.1   |
| OFF ROAD concept                         | Fouquet Chevrolet FC2          | 270 | Hugues Moilet           | Antoine Galland        | T1.2   |
| OFF ROAD concept                         | Buggy LCR30                    | 283 | Antoine Delaporte       | Yoann François         | T1.2   |
| Motortecnica Racing Team                 | Nissan Patrol                  | 272 | Silvio Totani           | Tito Totani            | T1.1   |
| Maximus                                  | Dakar Enduro                   | 274 | Jesus Henriquez Navarro | Filippo Ippolito       | T1.1   |
| Krestex Team                             | Jeep Wrangler                  | 275 | Jordi Queralto          | Petra Zemankova        | T1.1   |
| Krestex Team                             | Nissan Proto                   | 280 | Jose Manuel Salinero    | Cristian Lopez Vigara  | T1.1   |
| Bastion Hotels Dakar Team                | Toyota Hilux Overdrive         | 277 | Maik Willems            | Robert Van Pelt        | T1.1   |
| Team SSP                                 | Toyota Land Cruiser Wagon      | 279 | Maxime Lacarrau         | Frederic Becart        | T2     |
| Muteb Al-Shammary                        | Toyota Hilux                   | 282 | Muteb Al-Shammary       |                        | T1.1   |
| Les Clérimois Auto Sport                 | Rally Raid UK Desert Warrior 1 | 285 | Hervé Quinet            | Marie-Laure Quinet     | T1.1   |
| Iacob Buhai                              | Toyota Hilux                   | 287 | Iacob Buhai             | Turdean Tudor          | T1.1   |
| Transilvania Rally RIA Team              | Hummer H3                      | 289 | Mihai Ban               | Stefan Catalin Ion     | T1.1   |
| Ibrahim Almuhna                          | Toyota FJ Cruiser              | 291 | Ibrahim Almuhna         | Osama Alsanad          | T1.1   |
| Oryx Rallysport                          | Rally Raid UK Desert Warrior 1 | 292 | Henri Vansteenbergen    | Eyck Willemse          | T1.1   |
| Xtremeplus Polaris Factory Team          | Toyota Land Cruiser Wagon      | 295 | Marco Piana             | Nicolas Garnier        | T1.1   |
| STA Competition                          | Toyota Land Cruiser 100        | 296 | Christophe Girard       | Renaud Niveau          | T2     |

### Prototipi leggeri
| Scuderia                          | Prototipo leggero  | #   | Pilota               | Copilota                  | Classe |
| --------------------------------- | ------------------ | --- | -------------------- | ------------------------- | ------ |
| Buggyra Zero Mileage Racing       | Can-Am DV21        | 300 | Josef Macháček       | Pavel Vyoral              | T3     |
| Red Bull Off-Road Team USA        | Overdrive OT3      | 301 | Cristina Gutiérrez   | François Cazalet          | T3     |
| Red Bull Off-Road Team USA        | Overdrive OT3      | 308 | Guillaume de Mevius  | Kellon Walch              | T3     |
| Red Bull Off-Road Junior Team USA | Overdrive OT3      | 303 | Seth Quintero        | Dennis Zenz               | T3     |
| Red Bull Off-Road Junior Team USA | Overdrive OT3      | 304 | Andreas Mikkelsen    | Ola Fløene                | T3     |
| Pinch Racing                      | Can-Am Maverick X3 | 302 | Philippe Pinchedez   | Thomas Gaidella           | T3     |
| Pinch Racing                      | Can-Am Maverick X3 | 347 | Pascale Jaffrennou   | Françoise Hollender       | T3     |
| EKS - South Racing                | Can-Am Maverick X3 | 305 | Francisco López      | Juan Pablo Latrach        | T3     |
| EKS - South Racing                | Can-Am Maverick X3 | 306 | Sebastian Eriksson   | Wouter Rosegaar           | T3     |
| South Racing Can-Am               | Can-Am Maverick X3 | 309 | Fernando Álvarez     | Xavier Panseri            | T3     |
| South Racing Middle East          | Can-Am Maverick X3 | 310 | Dania Akeel          | Sergio Lafuente           | T3     |
| South Racing Middle East          | Can-Am Maverick X3 | 319 | Thomas Bell          | Bruno Jacomy              | T3     |
| South Racing Middle East          | Can-Am Maverick X3 | 332 | Mashael Alobaidan    | Jacopo Cerutti            | T3     |
| JLT Racing                        | PH-Sport Zephyr    | 307 | Jean-Luc Pisson      | Jean Brucy                | T3     |
| Yamaha powered by X-raid Team     | Yamaha YXZ1000R    | 311 | Camelia Liparoti     | Xavier Blanco             | T3     |
| Yamaha powered by X-raid Team     | Yamaha YXZ1000R    | 321 | Annett Fischer       | Annie Seel                | T3     |
| Yamaha powered by X-raid Team     | Yamaha YXZ1000R    | 331 | Ahmed Alkuwari Fahad | Nasser Alkuwari           | T3     |
| MSK Rally Team                    | Can-Am Maverick X3 | 312 | Pavel Lebedev        | Kirill Šubin              | T3     |
| Black Horse Team                  | Can-Am Maverick X3 | 313 | Saleh Alsaif         | Oriol Vidal               | T3     |
| FN Speed Team                     | Can-Am Maverick X3 | 314 | Santiago Navarro     | Marc Sola                 | T3     |
| FN Speed Team                     | Can-Am Maverick X3 | 340 | Javier Velez         | Mateo Moreno              | T3     |
| FN Speed Team                     | Can-Am Maverick X3 | 343 | Jordi Segura         | Pedro López               | T3     |
| FN Speed Team                     | Can-Am Maverick X3 | 356 | Merce Marti          | Margot Llobera            | T3     |
| G-Force Motorsport                | G-Force T3GF       | 315 | Boris Gadasin        | Dmitrij Pavlov            | T3     |
| G-Force Motorsport                | G-Force T3GF       | 320 | Andrej Novikov       | Dmitrij Kozhukhov         | T3     |
| PH-Sport                          | PH-Sport Zephyr    | 316 | Lionel Costes        | Christophe Tressens       | T3     |
| PH-Sport                          | PH-Sport Zephyr    | 333 | Marco Carrara        | Enrico Gaspari            | T3     |
| Rally Raid Comcept                | Can-Am Maverick X3 | 322 | Matthieu Margaillan  | Axelle Roux-Decima        | T3     |
| Rally Raid Comcept                | Kinroad XT250GK    | 325 | Jean - Pascal Besson | Patrice Roissac           | T3     |
| Team Maria Oparina                | Can-Am Maverick X3 | 323 | Maria Oparina        | Andrej Rudnitskij         | T3     |
| Francosport                       | Yamaha YXZ1000R    | 324 | Mario Franco         | Rui Franco                | T3     |
| Herrador Factory Team             | Herrador Inzane X3 | 326 | Javier Herrador      | José Luis Rosa            | T3     |
| Herrador Factory Team             | Herrador Inzane X3 | 336 | Luis Eguiguren       | Matias Vicuna             | T3     |
| Quad Bike Evasion                 | Can-Am Maverick X3 | 327 | Romain Locmane       | Maxime Fourmaux           | T3     |
| Mercier Racing                    | Can-Am Maverick X3 | 328 | Axel Alletru         | Francois Beguin           | T3     |
| Mercier Racing                    | Can-Am Maverick X3 | 330 | Patrick Becquart     | Romain Becquart           | T3     |
| Mercier Racing                    | Can-Am Maverick X3 | 348 | Hugues Matringhem    | Nicolas Tchidemian        | T3     |
| Mercier Racing                    | Can-Am Maverick X3 | 349 | Gaspard Destailleur  | Jean-François Destailleur | T3     |
| MMP                               | Can-Am Maverick X3 | 329 | Geoffrey Moreau      | Pascal Chassant           | T3     |
| Team BBR/Pole Position 77         | Can-Am Maverick X3 | 334 | Serge Gounon         | Pierre-Henri Michel       | T3     |
| Sebastian Guayasamin              | Can-Am Maverick X3 | 335 | Sebastian Guayasamin | Ricardo Torlaschi         | T3     |
| Foj Motorsport                    | AMS Oryx           | 337 | Xavier Foj           | Ignacio Santamaria        | T3     |
| MD Rallye Sport                   | ORT Scorpion       | 338 | Thierry Porte        | Jerome Doudard            | T3     |
| Arcane Factory Racing             | Arcane T3          | 339 | Michiel Becx         | Edwin Kuijpers            | T3     |
| Arcane Factory Racing             | Arcane T3          | 350 | Hans Weijs           | Tim Rietveld              | T3     |
| Drag'On Rally Team                | Can-Am Maverick X3 | 341 | Eric Croquelois      | Hugues Lapouille          | T3     |
| Team Sottile - BTR                | Can-Am Maverick X3 | 342 | Paolo Sottile        | Matteo Sottile            | T3     |
| Valsebike Canarias                | Can-Am Maverick X3 | 344 | Pedro Manuel Peñate  | Rosa Romero Font          | T3     |

### SxS
| Scuderia                        | SxS                  | #   | Pilota                    | Copilota                 | Classe |
| ------------------------------- | -------------------- | --- | ------------------------- | ------------------------ | ------ |
| Can-Am Factory South Racing     | Can-Am Maverick X rs | 401 | Austin Jones              | Gustavo Gugelmin         | T4     |
| Can-Am Factory South Racing     | Can-Am Maverick X rs | 402 | Aron Domżała              | Maciej Marton            | T4     |
| Can-Am Factory South Racing     | Can-Am Maverick X rs | 408 | Molly Taylor              | Dale Muscat              | T4     |
| Can-Am Factory South Racing     | Can-Am Maverick X rs | 416 | Gerard Farrès Güell       | Diego Ortega             | T4     |
| South Racing Can-Am             | Can-Am Maverick X rs | 414 | Rokas Baciuška            | Oriol Mena               | T4     |
| South Racing Can-Am             | Can-Am Maverick X rs | 415 | Rodrigo Luppi             | Maykel Justo             | T4     |
| South Racing Can-Am             | Can-Am Maverick X rs | 424 | Jeremías González Ferioli | Pedro Rinaldi            | T4     |
| South Racing Can-Am             | Can-Am Maverick X rs | 428 | Lucas del Río             | Amerigo Aliaga           | T4     |
| South Racing Can-Am             | Can-Am Maverick X rs | 441 | Geoff Minnitt             | Siegfried Rousseau       | T4     |
| South Racing Can-Am             | Can-Am Maverick X rs | 446 | David Zille               | Sebastián Cesana         | T4     |
| South Racing Can-Am             | Can-Am Maverick X rs | 451 | Jevhen Kovalevyč          | Dmytro Tsyro             | T4     |
| South Racing Can-Am             | Can-Am Maverick X rs | 454 | Gert-Jan van der Valk     | Branco de Lange          | T4     |
| Cobant-Energylandia Rally Team  | Can-Am Maverick X rs | 403 | Michal Goczał             | Szymon Gospodarczyk      | T4     |
| Cobant-Energylandia Rally Team  | Can-Am Maverick X rs | 410 | Marek Goczał              | Lukasz Laskawiec         | T4     |
| Snag Racing Team                | Can-Am Maverick X3   | 406 | Sergej Karjakin           | Anton Vlasiuk            | T4     |
| Team Casteu                     | Can-Am Maverick X3   | 418 | Nicolas Brabeck-Letmathe  | Ezequiel Fernandez       | T4     |
| Team Casteu                     | Can-Am Maverick X3   | 422 | Fabrice Lardon            | Bruno Bony               | T4     |
| Team BBR/Pole Position 77       | Can-Am Maverick X rs | 420 | Eric Abel                 | Christian Manez          | T4     |
| Team BBR/Pole Position 77       | Can-Am Maverick X rs | 450 | Davy Huguet               | Nicolas Falloux          | T4     |
| Team BBR/Pole Position 77       | Can-Am Maverick X rs | 458 | Ulrich Caradot            | Mathieu Bouchut          | T4     |
| Team Galag                      | Can-Am Maverick X3   | 421 | Jerome De Sadeleer        | Michael Metge            | T4     |
| Xtremeplus Polaris Factory Team | Polaris RZR Pro XP   | 423 | Michele Cinotto           | Maurizio Dominella       | T4     |
| Xtremeplus Polaris Factory Team | Polaris RZR Pro XP   | 437 | Pietro Cinotto            | Alberto Bertoldi         | T4     |
| Xtremeplus Polaris Factory Team | Polaris RZR Pro XP   | 445 | Jean-Claude Pla           | Jerome Pla               | T4     |
| Xtremeplus Polaris Factory Team | Polaris RZR Pro XP   | 453 | Shinsuke Umeda            | David Giovannetti        | T4     |
| Dakar Team Spierings            | Can-Am Maverick X3   | 426 | Paul Spierings            | Jan-Pieter van der Stelt | T4     |
| Team Vayssade Florent           | Can-Am Maverick X3   | 431 | Florent Vayssade          | Nicolas Rey              | T4     |
| FS 21                           | Can-Am Maverick X3   | 433 | Frederic Chesneau         | Stephane Chesneau        | T4     |
| Sodicars Racing                 | Can-Am Maverick X3   | 438 | Pablo Macua               | Mauro Esteban Lipez      | T4     |
| FN Speed Team                   | Can-Am Maverick X3   | 439 | Gael Queralt              | Sergi Brugue             | T4     |
| RRC Racing                      | Can-Am Maverick X3   | 442 | Rudy Roquesalane          | Vincent Ferri            | T4     |
| Tati Team                       | Can-Am Maverick X3   | 443 | Baptiste Enjolras         | Julien Enjolras          | T4     |
| BP Ultimate SSV Team            | Can-Am Maverick X3   | 444 | Luis Portela              | David Megre              | T4     |
| Buggy Masters Team              | Can-Am Maverick X3   | 447 | Joan Lascorz              | Miguel Puertas           | T4     |
| Buggy Masters Team              | Can-Am Maverick X3   | 468 | Josep Rojas               | Joan Rubi                | T4     |
| CRN Competition Team            | Can-Am Maverick X3   | 455 | Rui Oliveira              | Fausto Mota              | T4     |
| MMP                             | Can-Am Maverick X3   | 456 | Christophe Cresp          | Serge Henninot           | T4     |
| Team ATS                        | Can-Am Maverick X3   | 459 | André Thewessen           | Stijn Bastings           | T4     |
| Team BTR                        | Can-Am Maverick X rs | 460 | Jérémy Poret              | Brice Aloth              | T4     |
| Team Roadseal Africa            | Can-Am Maverick X3   | 461 | Jan De Wit                | Serge Bruynkens          | T4     |
| Ydeo Competition                | Can-Am Maverick X3   | 462 | Patrice Etienne           | Jerome Bos               | T4     |
| Ydeo Competition                | Can-Am Maverick X3   | 463 | Benoit Fretin             | Cedric Duple             | T4     |
| Ydeo Competition                | Can-Am Maverick X3   | 464 | Bruno Fretin              | Valentin Sarreaud        | T4     |
| Xesha MotorSport                | Can-Am Maverick X3   | 465 | Tatiana Sycheva           | Aleksandr Alekseev       | T4     |
| Ayanga                          | Can-Am Maverick X3   | 466 | Aranzal Gerel             | Ganzorig Temuujin        | T4     |
| Mediafon Team                   | Can-Am Maverick X3   | 467 | Tomas Jancys              | Irmantas Braziunas       | T4     |
| Gaia Motorsports                | Can-Am Maverick X3   | 469 | Jeffrey Otten             | Nicky Zoontjens          | T4     |
| Team Pichon Mercier Racing      | Can-Am Maverick X3   | 470 | Gregory Pichon            | Jean Pichon              | T4     |

### Camion
| Scuderia                     | Auto                     | #   | Pilota                 | Copilota              | Meccanico             |
| ---------------------------- | ------------------------ | --- | ---------------------- | --------------------- | --------------------- |
| KAMAZ - Master               | KAMAZ K5                 | 500 | Dmitrij Sotnikov       | Ruslan Achmadeev      | Il'giz Achmetzjanov   |
| KAMAZ - Master               | KAMAZ K5                 | 505 | Ėduard Nikolaev        | Evgenij Jakovlev      | Vladimir Rybakov      |
| KAMAZ - Master               | KAMAZ 43509              | 501 | Anton Šibalov          | Dmitrij Nikitin       | Ivan Tatarinov        |
| KAMAZ - Master               | KAMAZ 43509              | 509 | Andrej Karginov        | Andrej Mokeev         | Ivan Malkov           |
| Big Shock Racing             | Iveco Powerstar          | 503 | Martin Macík           | František Tomášek     | David Švanda          |
| Big Shock Racing             | Iveco Powerstar          | 510 | Martin Šoltys          | Roman Krejčí          | Jakub Jiřinec         |
| Petronas Team de Rooy Iveco  | Iveco Powerstar          | 504 | Janus van Kasteren     | Marcel Snijders       | Darek Rodewald        |
| Petronas Team de Rooy Iveco  | Iveco Powerstar          | 506 | Martin van den Brink   | Peter Willemsen       | Bernard der Kinderen  |
| Petronas Team de Rooy Iveco  | Iveco Powerstar          | 515 | Victor Versteijnen     | Teun van Dal          | Randy Smits           |
| Petronas Team de Rooy Iveco  | Iveco Trakker            | 524 | Mitchell van den Brink | Rijk Mouw             | Bert Donkelaar        |
| Instaforex Loprais Praga     | Praga V4S DKR            | 508 | Aleš Loprais           | Petr Pokora           | Jaroslav Valtr        |
| Tatra Buggyra ZM Racing      | Tatra Phoenix            | 511 | Ignacio Casale         | Álvaro Leòn           | Tomáš Šikola          |
| Tatra Buggyra ZM Racing      | Tatra Phoenix            | 536 | Téo Calvet             | David Schovánek       | David Hoffmann        |
| Hino Team Sugawara           | Hino 600 Hybrid          | 512 | Teruhito Sugawara      | Hirokazu Somemiya     | Yuji Mochizuki        |
| FESH FESH Team               | Ford Cargo 4X4           | 514 | Tomas Vratny           | Bartlomiej Boba       | Jaromir Martinec      |
| FESH FESH Team               | Iveco Powerstar          | 519 | Albert Llovera         | Jorge Salvador        | Marc Torres           |
| FESH FESH Team               | Tatra Jamal              | 529 | Vaidotas Paskevicius   | Slavomir Volkov       | Tomas Guzauskas       |
| Riwald Dakar Team            | Renault C460 Hybrid      | 516 | Gert Huzink            | Rob Buursen           | Martin Roesink        |
| Riwald Dakar Team            | Renault K520             | 518 | Pascal de Baar         | Jan van der Vaet      | Stefan Slootjes       |
| Project 2030                 | Iveco Powerstar          | 520 | Kees Koolen            | Wouter de Graff       | Gijsbert van Uden     |
| Puma Energy Rally Team       | MAN TGA                  | 521 | Pato Silva             | Pau Navarro           | Carlos Mel Banfi      |
| Firemen Dakar Team           | Iveco Powerstar          | 522 | Richard de Groot       | Mark Laan             | Jan Hulsebosch        |
| DAKARSPEED                   | International LoneStar   | 523 | Maurik van den Heuvel  | Martijn van Rooij     | Wilko van Oort        |
| TH-Trucks                    | Scania Torpedo           | 525 | Alberto Herrero        | Borja Rodriguez       | Mario Rodriguez       |
| TH-Trucks                    | MAN TGA                  | 552 | Alberto Alonso         | Oscar Bravo           | Jose Luis Santillana  |
| Q Motorsport Team            | MAN TGA                  | 526 | Mathias Behringer      | Hugo Kupper           | Robert Striebe        |
| Q Motorsport Team            | MAN TGA                  | 542 | Michael Baumann        | Philipp Beier         | Lukas Raschendorfer   |
| De Groot Sport               | DAF XF105                | 527 | William de Groot       | Tom Brekelmans        | Remon van der Steen   |
| De Groot Sport               | DAF CF75                 | 538 | Ben de Groot           | Ad Hofmans            | Govert Boogard        |
| KH7 Epsilon                  | MAN TGA                  | 528 | Jordi Juvanteny        | Jordi Ballbe          | Fina Roman            |
| Fried van de Laar Racing     | Iveco Powerstar          | 530 | Ben van de Laar        | Jan van de Laar       | Simon Stubbs          |
| Italtrans Racing             | Iveco Powerstar          | 531 | Claudio Bellina        | Bruno Gotti           | Giulio Minelli        |
| South Racing Service         | MAN TGS                  | 532 | Dave Ingels            | Johannes Schotanus    | Philipp Rettig        |
| South Racing Service         | MAN TGS                  | 556 | Stefan Henken          | Michael Helminger     | Ludwig Helminger      |
| South Racing Service         | Tatra T815               | 550 | Tomáš Tomeček          | Leopold Padour        | Niccolò Funaioli      |
| Bahrain Raid Xtreme          | MAN TGS                  | 533 | Pep Sabaté             | Jordi Oro             | Arnald Bastida        |
| Gregoor Racing Team          | Iveco Trakker            | 534 | Igor Bouwens           | Syndiely Wade         | Ulrich Boerboom       |
| Dust Warriors                | Iveco Powerstar          | 535 | William van Groningen  | Wesley van Groningen  | Remco Aangeenbrug     |
| DDW Rally Team               | Iveco Powerstar          | 537 | Egbert Wingens         | Marije van Ettekoven  | Marijn Beekmans       |
| Stichting Rainbow Truck Team | MAN TGA                  | 539 | Gerrit Zuurmond        | Tjeerd van Ballegooy  | Klaas Kwakkel         |
| Team SSP                     | MAN TGA                  | 540 | Sylvain Besnard        | Sylvain Laliche       | Frederic Cappucio     |
| Team SSP                     | MAN TGA                  | 546 | Zsolt Darazsi          | Pierre Calmon         | Palco Lubomir         |
| Team SSP                     | Mercedes-Benz Actros 4X4 | 544 | Norbert Szalai         | Charly Rodriguez      | Patrice Daviton       |
| PH-Sport                     | MAN TGA                  | 541 | Thomas Robineau        | Geoffrey Thalgott     | Francois Regnier      |
| Overdrive Toyota             | Iveco Trakker            | 543 | Dave Berghmans         | Tom Geuens            | Sam Koopmann          |
| Team Boucou                  | Renault Kerax            | 545 | Philippe Perry         | Philippe Pedeche      |                       |
| Team Boucou                  | MAN TGA                  | 551 | Claude Fournier        | Marc Dardaillon       | David Lamelas         |
| Team Boucou                  | DAF CF75                 | 559 | Jean-Bernard Arette    | Serge Lacourt         | Pascal Bonnaire       |
| Team Boucou                  | Iveco Trakker            | 560 | José Martins           | Didier Belivier       | Jeremie Gimbre        |
| Team Boucou                  | Scania P                 | 561 | Maxime Ayala           | Loris Blot            | Jean-Francois Cazeres |
| R Team                       | MAN TGS                  | 547 | Cesare Rickler         | Dragos Buran          |                       |
| Sodicars Racing              | DAF CF75                 | 548 | Richard Gonzalez       | Jean-Philippe Salviat | Patrick Prot          |
| STA Competition              | MAN TGS                  | 549 | Ahmed Benbekhti        | Bruno Seillet         | Mickael Fauvel        |
| STA Competition              | MAN TGS 6x6              | 553 | Serge Lambert          | Louis Lauilhe         |                       |
| AB Dream Racing              | MAN TGS                  | 555 | Didier Monseu          | Emmanuel Eggermont    | Edouard Fraipont      |
| FN Speed Team                | Mercedes-Benz Actros 4X4 | 557 | Álex Aguirregaravia    | Francesc Salisi       | Rubén Mañas           |
| FN Speed Team                | MAN TGA                  | 558 | Francesc Fernandez     | Javier Jacoste        | Víctor González       |

### Open
| Scuderia              | Auto                      | #   | Pilota            | Copilota         | Classe |
| --------------------- | ------------------------- | --- | ----------------- | ---------------- | ------ |
| Team 100% Sud Ouest   | Oryx Sadev                | 600 | Gerard Tramoni    | Dominique Totain | T1.2   |
| Team Bowler           | Bowler Bulldog            | 601 | Andrew Wicklow    | Quin Evans       | T1.1   |
| Lifesil               | SpeedUTV                  | 631 | Jorge Wagenfuhr   | Filipe Bianchini | T3     |
| Jazz Tech             | Polaris RZR 1000 E        | 632 | Dario De Lorenzo  | Aldo De Lorenzo  | T4     |
| Altwaijri Racing Team | Toyota Land Cruiser Wagon | 633 | Mohamad Altwaijri | Yasser Al-Hajjaj | T1.1   |